# コール オブ デューティ ブラックオプス 4
『コール オブ デューティ ブラックオプス 4』（英語: Call of Duty: Black Ops IIII, 略称：CoD:BO4）は、アクティビジョンより2018年10月12日に全世界同時発売された、ファーストパーソン・シューティング・オンラインゲーム。コール オブ デューティシリーズ本編の15作目。対応ハードはPlayStation 4、Xbox One、Microsoft Windows。

## 概要
FPSのコール オブ デューティシリーズの作品で2015年発売の『コール オブ デューティ ブラックオプスIII』から3年ぶりとなるブラックオプスのオリジナルシリーズ第4作目。コール オブ デューティシリーズ生誕15周年記念作品。
時系列順には『コール オブ デューティ ブラックオプスII』と『ブラックオプスIII』の間の戦争となっている。その為、今作は現代戦に近い設定となっている。また『IV』とは書かず『IIII』と書く。
シリーズ初のバトルロイヤルモード導入やストーリーモード廃止、マルチプレイ中に自動的では無く、手動的にも体力回復可能になるなどを発表して世界中から注目を集めた作品となった。なお、シリーズ恒例のいわゆる集めものは廃止されている。2018年12月には、マルチプレイとバトルロイヤルのみ収録したバトル版をPCで発売した。

## キャンペーンモード
今作はキャンペーンモードが廃止されたかわりに、スペシャリストHQでスペシャリスト10名の戦闘訓練を各難易度（ルーキー・レギュラー・ベテラン）でクリアしブロンズスターを規定の数獲得していくとストーリーを追うムービーが解放される仕組み。

## マップ
Frecency
中国のとある地方に内在する、研究施設がモデル。鬱蒼と茂る植物が壁面を覆う。
Contraband

Seaside
その名のとおり、海に臨するステージ。ステージ横のバルコニーからは海が見える。半壊した教会には装甲車が突っ込み、砲身を市街地に向けている。教会に隣接しているワインセラーがあり、ステージ奥には広場がある。
Payload
自律行動兵器のメーカーである。
Hacienda
とあるマフィアの悪趣味な豪邸がモデル。凶悪な面持ちのライオンの像が金の塊を踏みつけ、ガレージには見覚えのある高級車が飾ってある。
Gridlock
日本が舞台。銭湯らしい建物が、高速道路の高架に押しつぶされて壊滅している。アスファルトは砕け、現金輸送車が横転して現金を撒き散らす。
Arsenal
四足歩行兵器マンティスや各種スコアストリークの開発を行う会社が舞台。ステージ中央には工房が内在し、ヘリのローターの残骸やブループリントが放置されている。よく見るとマンティスの実験機が無人でテストされている。
Ice Breaker
真っ二つに割れた潜水艦が中央に配置された、南極のステージ。アメリカ国籍のサルベージ船が奥に見える。ロシアと、この潜水艦の動力源である核の争奪戦が繰り広げられている。
Morocco
モロッコの市街地が舞台。中央に配置されたトタンの架け橋、そして古めかしい建物の群が特徴。開けた箇所が狙撃ポイントになっているが、全体的に階段が多く、裏取りがしやすい。
Militia

Jungle
とあるジャングルが舞台。空爆により焼き払われた建造物、物見櫓やそこに繋がる天然のバルコニーが特徴。狙撃ポイントである高台には放置された弾薬箱がある。
Slums
BO2のリメイクマップである。構造はほぼ同じで、青い外壁の建物（通称アオタテ）から銅像のある中央広場を見渡せ、そこから攻撃が可能。
Firing Range
アメリカの軍事訓練施設が舞台。ステージの各部に人質を取ったテロリストのターゲットダミーがある。なお、攻撃すると反転するものもある。
Summit

Nuketown

## マルチプレイモード

### ブラックアウト
今作搭載された新モード。プレイヤー数最大100人でソロ（1人）・デュオ（2人）・スクアッド（4人）のいずれかで最後の1チームになるまで戦う。ソロとデュオでは88人対戦。
さらにこのモードでは、マルチプレイ時のスペシャリストもブラックアウトで規定の条件をクリアすると解放される。

## スペシャリスト
今作では1人のスペシャリストの選択がチームにつき2人までの制限があり、同時に3人は選択出来ない。
ハードポイントなど、一部のゲームモードではスペシャリストの選択がチームにつき1人のみとなっている。
Battery（バッテリー）
クラスターグレネード
地面や壁に張り付き、複数の小型グレネードを放つ。
ウォーマシン
跳ね返るグレネードを撃つ
Crash（クラッシュ）
アサルトパック
全員が使用可能な弾薬バッグを配置。この弾薬でキルするとボーナスが発生する。
TAK-5
味方を最大体力まで回復し、最大値をブーストする。

Ajax（エイジャックス）
9-Bang
フラッシュとスタンを発生させるグレネード。3段階まで溜められ、効果は溜めの回数に比例する。
バリスティックシールド
前方向全身を覆うシールドを展開、盾に組み込まれたオートピストルを使用する。構えたままでの攻撃が可能。

Recon（リーコン）
センサーダート
一定範囲にいる敵をミニマップに表示させる。チーム全員のミニマップに反映。
ビジョンパルス
フィールド上の敵を一定時間赤くハイライト。チーム全員の画面に表示。

Torque（トルク）
日本語吹き替え :山野井 仁
レーザーワイヤー
通過しようとする敵の移動速度を著しく下げる。

バリケード
展開するとマイクロ波により敵の移動速度を下げ、かつダメージを与える。
Ruin（ルイン）
日本語吹き替え：山本兼平
グラップルガン
狙った位置に素早く移動できる。
グラビティスラム
着地時に強力な衝撃波を発生させ周囲の敵を蹂躙できる。

Firebreak（ファイヤーブレイク）
リアクターコア
敵の体力を減らし続ける一種の核兵器。壁越しや上下でも有効。
ただし一定時間展開後、展開中に自分もダメージをくらい続けることになる。
ピュリファイア
付近の敵を燃やす火炎放射器。パーク「ガンホー」との相性がかなり良い。

Seraph（セラフ）
タックデプロイビーコン
設置位置で味方をリスポーンさせることが可能。
アナイアレーター
敵を一撃でキルできる大口径リボルバー。

Nomad（ノーマッド）
日本語吹き替え：佳月大人
メッシュマイン
最大4つの2セット。2つを接続することで威力を発揮するトリップワイヤー。
K9
プレイヤーに追従し、指定した位置を索敵させることができる。

Prophet（プロフェット）
シーカー
敵を追尾し、電流で一時的に動きを麻痺させる。
テンペスト
電流でチャージされた弾で、範囲の敵を行動不能にするライフル。
行動不能中のプレイヤーに別のプレイヤーが近づくと、感電する。

Outrider（アウトライダー)
日本語吹き替え：梶山はる香
ホーク
偵察型のドローン。ホークの視界に入った者をOutriderに居場所を知らせる。
スパロー
一撃でキルが可能な爆撃型の矢。爆風でもキルが可能。パーク「ガンホー」との相性がかなり良い。

## ベータテスト
PS4版は1週目、8月4日午前2時〜8月7日午前2時。2週目は、8月11日午前2時〜8月14日午前2時にかけての2回に分けて先行βテストを開催。
PlayStation Storeでの配信の他、Amazon.co.jpではPlayStation Store上で引き換え可能なプロダクトコードの配布を行ったが、前作同様CERO：Z（18才以上のみ対象）相当で、クレジットカードかデビットカードで108円を支払わないとダウンロード、コードの入手ができなかった。
9月11日よりバトルロイヤルモード「Blackout」のβテストを一定期間開催した。

## ゲーム内容
マルチプレイヤーモードをメインにしている。また、ゾンビモード、バトルロイヤルモードも用意されている。
今作も前作同様、マルチプレイヤーマップに「Nuketown」が追加された。

## 反応

### 表彰

#### 2018年
- Game Critics Awards
  - ノミネート：「Best Action Game」、「Best Online Multiplayer」[14]
- ゲームズコム
  - 受賞：「Best Social/Online Game」[15]
- ゴールデンジョイスティックアワード
  - ノミネート：「Ultimate Game of the Year」（大賞）[16][17]
- The Game Awards
  - ノミネート：「Best Audio Design」、「Best Action Game」、「Best Multiplayer Game」[18][19]
- Gamers' Choice Awards
  - 受賞：「Fan Favorite Shooter Game」[20]
  - ノミネート：「Fan Favorite Game」、「Fan Favorite Multiplayer Game」、「Fan Favorite Battle Royale Game」（ブラックアウト）[21]
- Fun & Serious Game Festival
  - ノミネート：「Best Action Game」[22]
- Australian Games Awards
  - 受賞：「Shooter of the Year」[23]
  - ノミネート：「Game of the Year」（大賞）、「Multiplayer/Online Title of the Year」[24]

#### 2019年
- D.I.C.E. Awards
  - ノミネート：「Action Game of the Year」[25]
- NAVGTR Awards
  - ノミネート：「Game, eSports」[26][27]
- 2019 G.A.N.G. Awards
  - ノミネート：「Best Original Song」（曲名「Right Where We Belong」）[28]
- Italian Video Game Awards
  - ノミネート：「People's Choice」[29]
- ゴールデンジョイスティックアワード
  - ノミネート：「eSports Game of the Year」[30]

### 売り上げ
アクティビジョン史上最大のダウンロード版の初日売上記録を達成した。最初の3日間で売上が5億ドルを超えた。2018年にアメリカ合衆国で2番目に売れたゲームであり、2009年から2018年にかけてコール オブ デューティシリーズは、10年連続でアメリカ合衆国で最も売れている家庭用ゲームのフランチャイズとなった。